# 布伦德河畔舍瑙
布伦德河畔舍瑙（德語：Schönau an der Brend，官方拼写为，發音：[ˈʃøːnaʊ ʔan deːɐ̯ ˈbʁɛnt]）是德国巴伐利亚州下弗兰肯行政区伦-格拉布费尔德县的市镇，面积15.57平方千米，2023年12月31日人口为1,190人。